# Сверре Лунде Педерсен
Сверре Лунде Педерсен (норв. Sverre Lunde Pedersen; нар. 17 липня 1992) — норвезький ковзаняр, олімпійський чемпіон, призер чемпіонатів світу. 
Золоту олімпійську медаль та звання олімпійського чемпіона Педерсен виборов на Пхьончханській олімпіаді 2018 року в командній гонці переслідування. Крім того, він здобув у Пхьончхані бронзову медаль на дистанції 5000 метрів. 

## Зовнішні посилання
- Досьє на speedskatingnews [Архівовано 1 квітня 2018 у Wayback Machine.]

## Виноски
1. ↑  Store norske leksikon — 1978. — ISSN 2464-1480
2. ↑  https://www.teamnor.no/profiler/skoyter/sverre-lunde-pedersen/
3. ↑  Freebase Data Dumps — Google.
4. ↑  Olympedia — 2006.
5. ↑  Men's team pursuit results (PDF). Архів оригіналу (PDF) за 21 лютого 2018. Процитовано 31 березня 2018. [Архівовано 2018-02-21 у Wayback Machine.]